# Osvaldo Bargero
Osvaldo Bargero (Milano, 25 dicembre 1947) è un montatore italiano.

## Biografia
La sua attività professionale è iniziata agli inizi degli anni sessanta come montatore di pubblicità e di documentari. Nel 1973 ha iniziato a lavorare anche per il cinema e per la televisione.

## Filmografia parziale

### Cinema
- Come dire..., regia di Gianluca Fumagalli (1983)
- A fior di pelle, regia di Gianluca Fumagalli (1987)
- Sabato italiano, regia di Luciano Manuzzi (1992)
- Tutti gli uomini di Sara, regia di Gianpaolo Tescari (1992)
- Il sorvegliante, regia di Francesca Frangipane (1993)
- Sarahsarà, regia di Renzo Martinelli (1994)
- Ardena, regia di Luca Barbareschi (1997)
- Porzûs, regia di Renzo Martinelli (1997)
- La grande prugna, regia di Claudio Malaponti (1999)
- Casomai, regia di Alessandro D'Alatri (2002)
- Il trasformista, regia di Luca Barbareschi (2002)
- Scacco pazzo, regia di Alessandro Haber (2003)
- La febbre, regia di Alessandro D'Alatri (2005)
- Gli occhi dell'altro, regia di Gianpaolo Tescari (2005)
- Il mercante di pietre, regia di Renzo Martinelli (2006)
- Commediasexi, regia di Alessandro D'Alatri (2006)
- Carnera - The Walking Mountain, regia di Renzo Martinelli (2008)
- Sandrine nella pioggia, regia di Tonino Zangardi (2008)
- L'ultimo crodino, regia di Umberto Spinazzola (2009)
- Barbarossa, regia di Renzo Martinelli (2009)
- Sul mare, regia di Alessandro D'Alatri (2010)
- I baci mai dati, regia di Roberta Torre (2010)
- Vorrei vederti ballare, regia di Nicola Deorsola (2012)
- Harry's Bar, regia di Carlotta Cerquetti (2015)
- My Father Jack, regia di Tonino Zangardi (2016)
- Favola, regia di Sebastiano Mauri (2017)
- Tu mi nascondi qualcosa, regia di Giuseppe Loconsole (2018)

### Televisione
- Con gli occhi dell'assassino, regia di Corrado Colombo - film TV (2001)
- Tre casi per Laura C, regia di Gianpaolo Tescari - miniserie TV (2002)
- Diritto di difesa - serie TV (2004)
- Moana, regia di Alfredo Peyretti - miniserie TV (2009)
- Walter Chiari - Fino all'ultima risata, regia di Enzo Monteleone - miniserie TV (2012)
- Il sogno del maratoneta, regia di Leone Pompucci - miniserie TV (2012)